# Lancelot Oduwa Imasuen
Lancelot Oduwa Imasuen (Ciudad de Benín, 21 de julio de 1971) es un cineasta nigeriano.

## Biografía
Imasuen ha trabajado en la industria cinematográfica desde 1999 principalmente como director y productor de cine. Actualmente vive en la ciudad de Lagos. Sus películas presentan aspectos inexplorados de la experiencia africana, como el tribalismo, la brujería, el crimen, la pobreza, la religión y las creencias populares.
En 2008, un documental canadiense titulado Nollywood Babylon, dirigido por Ben Addelman y Samir Mallal y producido por AM Pictures y la National Film Board of Canada, siguió de cerca la labor de Lancelot Oduwa Imasuen mientras rodaba su película número 157, Bent Arrows. El documental se presentó en la Competencia Oficial del Festival de Cine de Sundance en enero de 2009. Bent Arrows se estrenó en el mercado nacional nigeriano en 2010.

## Filmografía destacada
- The Soul That Sinneth (1999)
- Issakaba (2000)
- The Last Burial (2000)
- Private Sin (2003)
- Enslaved (2004)
- Moment of Truth (2005)
- Games Men Play (2006)
- Yahoo Millionaire (2007)
- Sister's Love (2008)
- Entanglement (2009)
- Home in Exile (2010)
- Bent Arrows (2010)
- Adesuwa (2012)
- Invasion 1897 (2014)
- Authentic Tentative Marriage (2016)